# Karsten Mosebach
Karsten Mosebach (* 1969 in Homberg) ist ein deutscher Fotograf und Lehrer.

## Leben
Nach dem Abitur studierte Mosebach an der Universität Münster Chemie und Geografie auf Lehramt. Nach dem Ende der Studienzeit und dem Referendariat arbeitete er ein Jahr für den Tecklenborg Verlag als Redakteur für die Zeitschrift NaturFoto.
Seitdem ist er als Chemie- und Erdkundelehrer am Gymnasium Melle tätig. Er leitet die Schülerfirma Foto AG im Gymnasium, die mehrfach in Parlamenten (Europaparlament, Bundestag, Landtage) Abgeordnete für Wikipedia fotografiert, die auch vielfach außerhalb der Wikipedia genutzt werden.
Mosebach arbeitet regelmäßig für zwei verschiedene Fotozeitschriften und ist als Landschafts- und Tierfotograf tätig. Zusammen mit anderen Autoren und Fotografen publizierte Mosebach bisher 10 Bücher und ist als Referent tätig.
Die Filmemacher Svenja Schieke und Ralph Schieke begleiteten Mosebach insgesamt 15 Monate im Rahmen einer NDR-Dokumentation NaturNah Der Eulenmann. Neben der Ausstrahlung im NDR wird die Dokumentation seitdem auch bei Filmfestivals aufgeführt.

## Auszeichnung
- Naturfotograf des Jahres 2011 der Gesellschaft Deutscher Tierfotografen[15][16]
- Naturfotograf des Jahres 2016: 1. Platz in der Kategorie Landschaften[17]
- Fritz-Pölking-Preis (2017)[18][19]
- Fotowettbewerb 2018 der Schweizerischen Vogelwarte[20]
- Naturfotograf des Jahres 2020: 2. Platz in der Kategorie Vögel[21]
- Naturfotografen des Jahres 2021: Gesamtsieger[22]